# Cynopotamus amazonus
Cynopotamus amazonus és una espècie de peix de la família dels caràcids i de l'ordre dels caraciformes.
Els mascles poden assolir 17 cm de llargària total.
Viu en zones de clima tropical.
Es troba a Sud-amèrica: conca del riu Amazones.